# Clásico del oriente colombiano
El Clásico Santandereano o Clásico de los Santanderes, conocido entre los medios de comunicación y los aficionados como «El Clásico del Oriente», es el partido de fútbol que enfrenta al Atlético Bucaramanga y al Cúcuta Deportivo. Su relevancia creció hasta ser la rivalidad futbolística —y/o deportiva— más importante del oriente colombiano.
El primer encuentro se jugó en el estadio Alfonso López el 2 de abril de 1950 con resultado 1-0 a favor del Cúcuta Deportivo y Luis Alberto Miloc fue el anotador del primer gol en la historia de los clásicos. Desde entonces el encuentro se ha disputado en 202 oportunidades con 65 victorias del Atlético Bucaramanga, 65 empates y 76 victorias para el Cúcuta Deportivo, con algunas interrupciones en los años de 1954, 1955, 1971 (Bucaramanga no participó en el torneo), segundo semestre de 1973 (Cúcuta no participó en el torneo) 1995 (Bucaramanga estuvo en la Primera B el primer semestre del año y Cúcuta en el segundo), 1998, 1999, 2000, 2002, 2003, 2004 y 2005, años en los que el rojinegro volvió a jugar en la categoría Primera B. El último encuentro disputado fue el 26 de octubre de 2020 por la Primera A en el Alfonso López, el cual terminó con victoria leoparda (1-0).
Se han enfrentado en la Categoría Primera A, en la Primera B de 2014, y en Copa Colombia, Triangular de Promoción 2001 en el Estadio Pedro de Heredía de Cartagena, Bolívar y Cuadrangulares de Ascenso 2015 en el Estadio Metropolitano de Techo de Bogotá.
Se han marcado hasta el momento 521 goles de los cuales el Atlético Bucaramanga ha marcado 254 anotaciones y el Cúcuta Deportivo ha marcado 267, siendo el balance favorable al equipo motilón.
El 20 de diciembre de 2001 en el Estadio Pedro de Heredia de Cartagena el Atlético Bucaramanga ganó uno de los encuentros más importantes del clásico, al vencer a su rival por penales 5-3 luego de terminar igualados al final de los 90 minutos 0-0. Al final de ese encuentro, Atlético Bucaramanga continuó en la Primera A y Cúcuta Deportivo se resignó a permanecer en la Primera B, en un evento inédito en la historia del Fútbol Profesional Colombiano, pues fue la primera vez en que dos rivales de clásico regional disputaron directamente la posibilidad de evitar el descenso. ese año la dimayor decidió aumentar de 16 a 18 equipos la Categoría Primera A para 2002 realizó un Triangular de Ascenso entre los equipos Unión Magdalena, Atlético Bucaramanga y Cúcuta Deportivo.
No obstante, a comienzos de 2015 el Cúcuta Deportivo tuvo revancha de lo sucedido en el 2001 en Cartagena, cuando en los cuadrangulares de Ascenso que realizó la Dimayor en la ciudad de Bogotá para aumentar de 18 a 20 equipos la Categoría Primera A, el Cúcuta fue el primero de su grupo superando al Deportes Quindío, al Real Cartagena y al Atlético Bucaramanga, al cual derrotó en su segundo partido el 17 de enero con un marcador de 2-0 en uno de los encuentros más importantes del clásico. Con ese resultado lo dejó eliminado de toda posibilidad de regresar en ese momento a la Categoría Primera A, siendo la segunda vez que dos rivales de clásico regional disputaron directamente la posibilidad de evitar el descenso.
La mayor goleada a favor del Atlético Bucaramanga en el Alfonso López ocurrió el 24 de julio de 1960, 6-0 (marcaron José Giarrizo en 4 ocasiones y José Americo Montanini en 2), mientras que la mayor goleada ocurrida en el General Santander a favor del "Leopardo" fue el 26 de mayo de 1960 por 5-1 (marcaron Abraham Gonzalez y Americo Montanini en 2 oportunidades y Marcos Coll en una. La mayor goleada a favor del Cúcuta Deportivo fue 8-1 en el General Santander el 17 de junio de 1973, que ha sido hasta el momento la mayor goleada en la historia del clásico, (marcaron Nelson Silva Pacheco en 5 oportunidades, Iroldo Rodríguez, Carlos Obando y Nestor Manfredi en una), mientras que la mayor goleada ocurrida en el Alfonso López a favor de los "Motilones" fue en 1963 por 3-0 (marcaron Iroldo Rodríguez en 2 oportunidades y Carlos Obando en una).
A continuación se presenta el resumen histórico de los clásicos oficiales del Gran Santander

## Estadios
| Atlético Bucaramanga           | Cúcuta Deportivo               |
| ------------------------------ | ------------------------------ |
| Estadio Américo Montanini      | Estadio General Santander      |
| Capacidad: 25.000 espectadores | Capacidad: 45.000 espectadores |
|                                |                                |
| Bucaramanga                    | Cúcuta                         |

## Las hinchadas

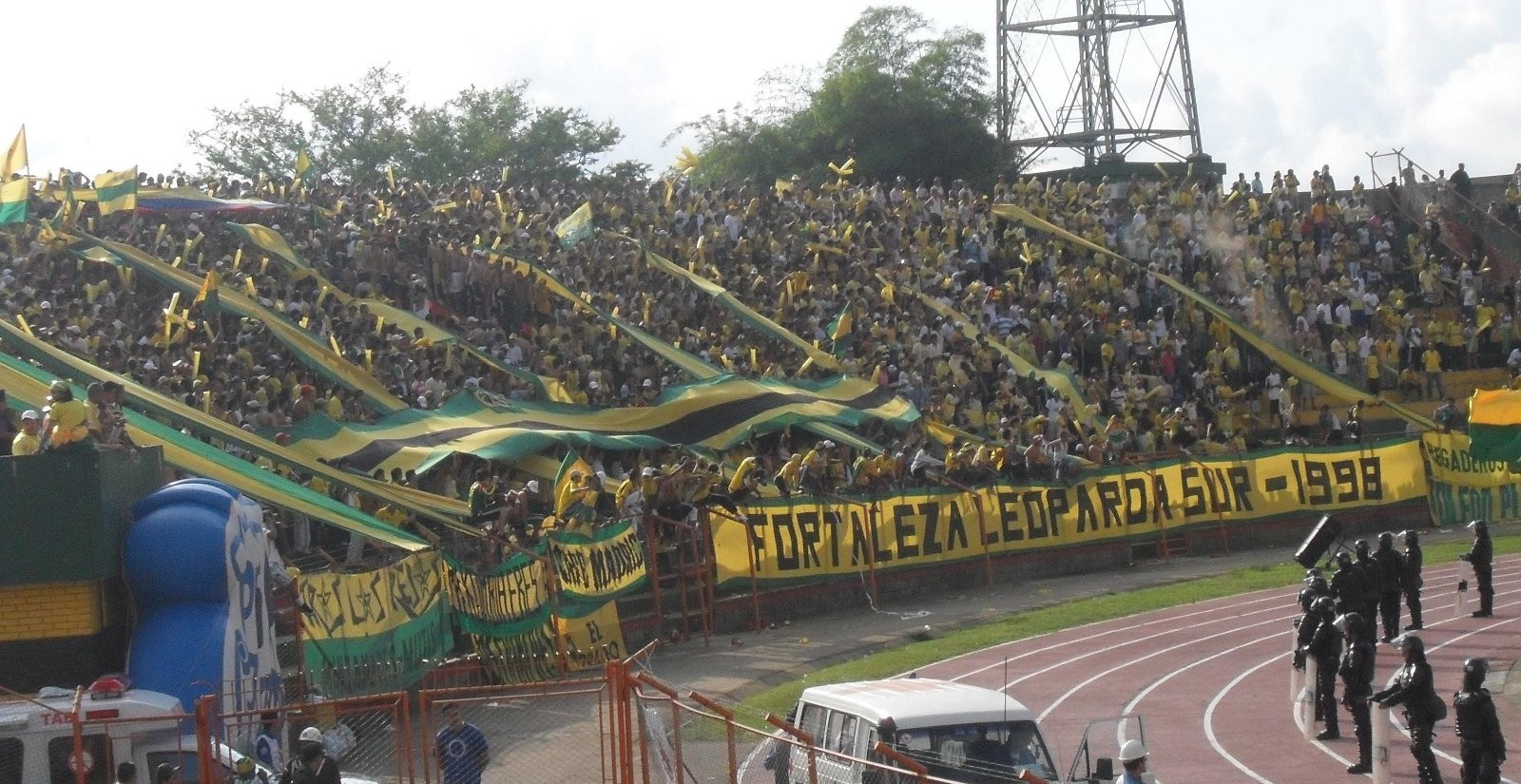
La Fortaleza Leoparda Sur, hinchada popular del equipo.

### Barra Brava del Bucaramanga

#### Fortaleza Leoparda Sur
La barra brava del equipo es conocida como la Fortaleza Leoparda Sur fue fundada en 1998 por jóvenes con ganas de innovar en la forma de apoyar al equipo, pero con el tiempo se vincularon elementos al margen de la sociedad. Como muchas otras agrupaciones similares es expresión de un problema social no inherente al fútbol.
La barra se ubica en la tribuna sur del Estadio Alfonso López y así como ha organizado protestas pacíficas como las ocurridas en diciembre de 2010, mayo de 2011 y junio de 2012 cuando sus integrantes hicieron una marcha hacia la Alcaldía de Bucaramanga y la Gobernación de Santander con el fin de solicitar apoyo institucional para intentar solucionar la difícil situación del club, ha participado en actos de intolerancia que han sido objeto de repudio social:
En febrero de 2011, anunciaron que impedirían la realización de un partido de fútbol en Bucaramanga entre Atlético Nacional de Medellín y Racing Club de Argentina, lo que al final, no ocurrió pues los organizadores cedieron a las peticiones de los hinchas e inhabilitaron la tribuna sur del estadio.
En abril de 2011, 50 de sus miembros armados con palos y cuchillos irrumpieron en los camerinos del Estadio Alfonso López luego del entrenamiento del equipo, robando objetos personales de los jugadores y amenazando a varios de ellos. La Policía Nacional capturó a 9 y el Club anunció entablar una acción legal.
El 30 de abril de 2011 los jugadores fueron agredidos en el intermedio del partido que el Atlético Bucaramanga y el desaparecido Centauros de Villavicencio disputaron y que el equipo perdió de visitante por 4-0.
El 10 de marzo de 2012, hubo una batalla campal en el Estadio Arturo Cumplido de Sincelejo en el intermedio del partido que disputaban Sucre F.C y Atlético Bucaramanga, resultando 19 aficionados detenidos y uno herido de gravedad.
El 2 de junio e 2012, en vísperas del partido por eliminatorias que disputarían las selecciones de Colombia y Perú en Lima, la Policía peruana arrestó en inmediaciones del Estadio Nacional a un grupo de hinchas violentos provenientes de Bucaramanga y que portaban camisetas del equipo. Presumiblemente, habían intentado agredir con arma blanca a otros aficionados, según informó el Canal N de la Televisión peruana.
El 21 de octubre de 2012 tras el partido disputado contra América de Cali por los cuadrangulares finales, un grupo de hinchas violentos agredieron a los jugadores Jonathan Lara y Alexander Lozada.
El 27 de febrero de 2013 en un partido amistoso en Bucaramanga entre el Club y el Atlético Nacional se presentaron disturbios que llevaron a la suspensión del encuentro al minuto 39 del segundo tiempo tras la invasión de la cancha por miembros de la Fortaleza Leoparda Sur luego de haber dañado parcialmente las alambradas de seguridad de la tribuna sur, por lo que la Alcaldía decidió cerrarla y colocarla nuevamente en funcionamiento el 30 de abril de 2013,.  Esa noche antes del partido, en confusos hechos un menor de 17 años disparó contra las personas que se encontraban haciendo fila para entrar a la tribuna sur del estadio, asesinando a un joven de 15 años e hiriendo a un hombre de 23, quien falleció al día siguiente.  Posteriormente se determinó que los hechos fueron consecuencia de un ajuste de cuentas entre barras rivales del club.
Entre las acciones positivas de la Fortaleza Leoparda Sur y otras barras, se cuentan la campaña de sensibilización "Bucaramanga Somos" para concienciar a la comunidad y a las autoridades de la importancia del equipo en la historia de la ciudad. la distribución de juguetes didácticos a los niños menos favorecidos durante la época navideña y otras actividades de barrismo social coordinadas con la alcaldía de la ciudad.

### Barra Brava del Cúcuta

#### * La Banda del Indio

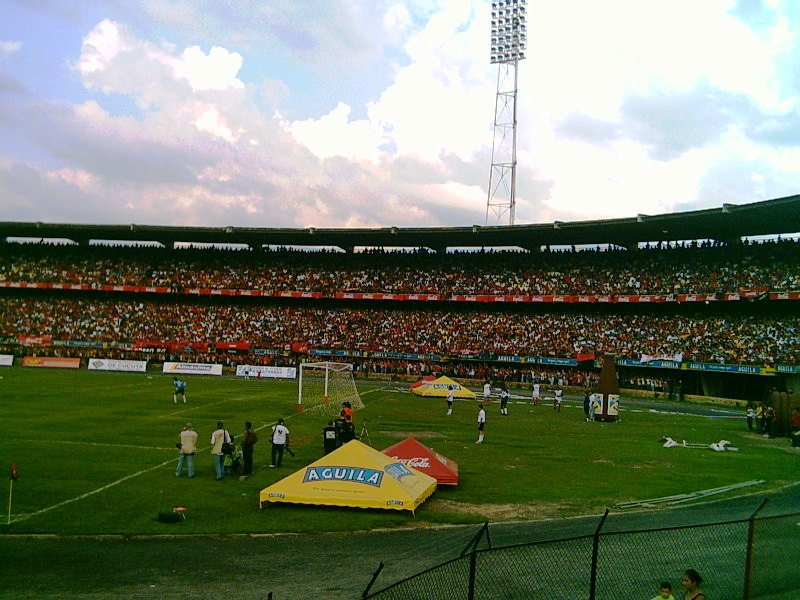
La Banda del Indio, hinchada popular del equipo.

La Banda del Indio, también conocida por sus siglas <<LBI>>, es la barra brava característica más grande que tiene el Cúcuta Deportivo considerada como una de las más grandes del país, ubicada en la tribuna sur del estadio General Santander.
La banda se creó el 28 de noviembre de 2004, por cuatro jóvenes que no estaban de acuerdo con los manejos de la antigua barra del equipo (La Barra Popular), la idea de atraer más aficionados a la barra surgió con la idea de repartir volantes y recorrer colegios y barrios de la ciudadela de Juan Atalaya y algunos barrios de la ciudad de Cúcuta.
Sus reuniones se hacían en la cancha de Natilam, ubicada en la ciudadela de Juan Atalaya. A la primera reunión de la barra asistieron seis personas, pero a medida que pasaba el tiempo comenzaron a llegar más y más jóvenes de diferentes partes de la ciudad, así fue creciendo la barra del Cúcuta.
Comenzaron a sacar su primer trapo (bandera alusiva al equipo), el cual llamaron (Leprosos), trapo que difundieron en muchos estadios del país cuando el equipo jugaba en otra ciudad. Con el tiempo comenzaron a llegar más hinchas y más trapos a la barra, ya se caracterizaban por tener más aficionados que la antigua barra del equipo. Cabe destacar que La Banda del Indio es la única barra brava del mundo que se las ingenió para burlar la seguridad de su estadio, el estadio General Santander y se atrevió a meter un ataúd con el cuerpo sin vida de un hincha en pleno partido de la liga.  Esto ocurrió en el Torneo Apertura 2011 mientras se enfrentaba el Cúcuta Deportivo contra el Envigado FC.  
Foto de la banda del Indio desactualizada.

## Historial
|  |                                 |
|  | Triunfo de Atlético Bucaramanga |
|  | Empate.                         |
|  | Triunfo de Cúcuta Deportivo.    |
|  | Partido por disputarse.         |

### Resultados 1950-1959
| | Campeonato                | Competición                | Estadio                    | Local                | Resultado            | Visitante            |
| --- | ------------------------- | -------------------------- | -------------------------- | -------------------- | -------------------- | -------------------- |
| | 1950                      | Primera A                  | Alfonso López, Bucaramanga | Atlético Bucaramanga | 0 : 1                | Cúcuta Deportivo     |
| Primera A | 1950                      | General Santander, Cúcuta  | Cúcuta Deportivo           | 1 : 0                | Atlético Bucaramanga |                      |
| | 1951                      | Primera A                  | Alfonso López, Bucaramanga | Atlético Bucaramanga | 2 : 1                | Cúcuta Deportivo     |
| | 1951                      | Primera A                  | General Santander, Cúcuta  | Cúcuta Deportivo     | 5 : 1                | Atlético Bucaramanga |
| 1952 | Primera A                 | Cúcuta Deportivo           | General Santander, Cúcuta  | 5 : 1                | Atlético Bucaramanga |                      |
| 1952 |                           | Primera A                  | Alfonso López, Bucaramanga | Atlético Bucaramanga | 1 : 1                | Cúcuta Deportivo     |
| | 1953                      | Primera A                  | General Santander, Cúcuta  | Cúcuta Deportivo     | 5 : 3                | Atlético Bucaramanga |
| Primera A | 1953                      | Alfonso López, Bucaramanga | Atlético Bucaramanga       | 0 : 1                | Cúcuta Deportivo     |                      |
| Por problemas económicos, Atlético Bucaramanga se ausentó en los torneos 1954 y 1955, a su vez, Cúcuta Deportivo no jugó el torneo 1954. |                           |                            |                            |                      |                      |                      |
| | 1956                      | Primera A                  | General Santander, Cúcuta  | Cúcuta Deportivo     | 1 : 1                | Atlético Bucaramanga |
| Primera A | 1956                      | Alfonso López, Bucaramanga | Atlético Bucaramanga       | 1 : 1                | Cúcuta Deportivo     |                      |
| | 1957 (Todos contra todos) | Primera A                  | General Santander, Cúcuta  | Cúcuta Deportivo     | 3 : 1                | Atlético Bucaramanga |
| | 1957 (Todos contra todos) | Primera A                  | Alfonso López, Bucaramanga | Atlético Bucaramanga | 2 : 0                | Cúcuta Deportivo     |
| | 1957 (Hexagonales)        | Primera A                  | General Santander, Cúcuta  | Cúcuta Deportivo     | 3 : 1                | Atlético Bucaramanga |
| | 1957 (Hexagonales)        | Primera A                  | Alfonso López, Bucaramanga | Atlético Bucaramanga | 0 : 0                | Cúcuta Deportivo     |
| | 1958                      | Primera A                  | Alfonso López, Bucaramanga | Atlético Bucaramanga | 3 : 1                | Cúcuta Deportivo     |
| | 1958                      | Primera A                  | General Santander, Cúcuta  | Cúcuta Deportivo     | 2 : 0                | Atlético Bucaramanga |
| | 1958                      | Primera A                  | Alfonso López, Bucaramanga | Atlético Bucaramanga | 2 : 0                | Cúcuta Deportivo     |
| | 1958                      | Primera A                  | General Santander, Cúcuta  | Cúcuta Deportivo     | 1 : 1                | Atlético Bucaramanga |
| | 1959                      | Primera A                  | General Santander, Cúcuta  | Cúcuta Deportivo     | 3 : 2                | Atlético Bucaramanga |
| | 1959                      | Primera A                  | Alfonso López, Bucaramanga | Atlético Bucaramanga | 3 : 1                | Cúcuta Deportivo     |
| | 1959                      | Primera A                  | General Santander, Cúcuta  | Cúcuta Deportivo     | 2 : 1                | Atlético Bucaramanga |
| | 1959                      | Primera A                  | Alfonso López, Bucaramanga | Atlético Bucaramanga | 2 : 2                | Cúcuta Deportivo     |

| \| Equipo \| PJ \| PG \| PE \| PP \| GF \| GC \| Dif. \| \| -------------------- \| -- \| -- \| -- \| -- \| -- \| -- \| ---- \| \| Atlético Bucaramanga \| 22 \| 5 \| 6 \| 11 \| 28 \| 40 \| -12 \| \| Cúcuta Deportivo \| 22 \| 11 \| 6 \| 5 \| 40 \| 28 \| 12 \| |    |    |    |    |    |    |      |
| Equipo | PJ | PG | PE | PP | GF | GC | Dif. |
| Atlético Bucaramanga | 22 | 5  | 6  | 11 | 28 | 40 | -12  |
| Cúcuta Deportivo | 22 | 11 | 6  | 5  | 40 | 28 | 12   |

| Equipo               | PJ | PG | PE | PP | GF | GC | Dif. |
| -------------------- | -- | -- | -- | -- | -- | -- | ---- |
| Atlético Bucaramanga | 22 | 5  | 6  | 11 | 28 | 40 | -12  |
| Cúcuta Deportivo     | 22 | 11 | 6  | 5  | 40 | 28 | 12   |

### Resultados 1960-1969
|           | Campeonato | Competición                          | Estadio                    | Local |                      | Visitante            |
| --------- | ---------- | ------------------------------------ | -------------------------- | --- | -------------------- | -------------------- |
|           | 1960       | Primera A                            | General Santander, Cúcuta  | Cúcuta Deportivo | 1 : 5                | Atlético Bucaramanga |
| Primera A | 1960       | Alfonso López, Bucaramanga           | Atlético Bucaramanga       | 6 : 0 | Cúcuta Deportivo     |                      |
|           | 1960       | Primera A                            | General Santander, Cúcuta  | Cúcuta Deportivo | 1 : 0                | Atlético Bucaramanga |
|           | 1960       | Primera A                            | Alfonso López, Bucaramanga | Atlético Bucaramanga | 3 : 1                | Cúcuta Deportivo     |
|           | 1961       | Primera A                            | General Santander, Cúcuta  | Cúcuta Deportivo | 1 : 1                | Atlético Bucaramanga |
|           | 1961       | Primera A                            | Alfonso López, Bucaramanga | Atlético Bucaramanga | 2 : 1                | Cúcuta Deportivo     |
|           | 1961       | Primera A                            | General Santander, Cúcuta  | Cúcuta Deportivo | 1 : 1                | Atlético Bucaramanga |
|           | 1961       | Primera A                            | Alfonso López, Bucaramanga | Atlético Bucaramanga | 1 : 3                | Cúcuta Deportivo     |
| 1962      | Primera A  | General Santander, Cúcuta            | Cúcuta Deportivo           | 2 : 0 | Atlético Bucaramanga |                      |
| 1962      |            | Primera A                            | Alfonso López, Bucaramanga | Atlético Bucaramanga | 4 : 0                | Cúcuta Deportivo     |
| 1962      |            | Primera A                            | General Santander, Cúcuta  | Cúcuta Deportivo | 4 : 1                | Atlético Bucaramanga |
| 1962      |            | Primera A                            | Alfonso López, Bucaramanga | Atlético Bucaramanga | 4 : 2                | Cúcuta Deportivo     |
|           | 1963       | Primera A                            | General Santander, Cúcuta  | Cúcuta Deportivo | 0 : 0                | Atlético Bucaramanga |
| Primera A | 1963       | Alfonso López, Bucaramanga           | Atlético Bucaramanga       | 1 : 1 | Cúcuta Deportivo     |                      |
| Primera A | 1963       | General Santander, Cúcuta            | Cúcuta Deportivo           | 1 : 1 | Atlético Bucaramanga |                      |
|           | 1963       | Primera A                            | Alfonso López, Bucaramanga | Atlético Bucaramanga | 0 : 3                | Cúcuta Deportivo     |
| 1964      | Primera A  | General Santander, Cúcuta            | Cúcuta Deportivo           | [http://colombia.golgolgol.net/Liga_Postobon/Calendario_y_Resultados/Partidos/CUC_BUC_106-32226.html (enlace roto disponible en Internet Archive; véase el historial, la primera versión y la última). 3 : 1] | Atlético Bucaramanga |                      |
| 1964      |            | Primera A                            | Alfonso López, Bucaramanga | Atlético Bucaramanga | 2 : 2                | Cúcuta Deportivo     |
| 1964      | Primera A  | General Santander, Cúcuta            | Cúcuta Deportivo           | 0 : 0 | Atlético Bucaramanga |                      |
| 1964      | Primera A  | Alfonso López, Bucaramanga           | Atlético Bucaramanga       | 0 : 0 | Cúcuta Deportivo     |                      |
|           | 1965       | Primera A                            | General Santander, Cúcuta  | Cúcuta Deportivo | 0 : 1                | Atlético Bucaramanga |
| Primera A | 1965       | Alfonso López, Bucaramanga           | Atlético Bucaramanga       | [http://colombia.golgolgol.net/Liga_Postobon/Calendario_y_Resultados/Partidos/BUC_CUC_106-32749.html (enlace roto disponible en Internet Archive; véase el historial, la primera versión y la última). 2 : 1] | Cúcuta Deportivo     |                      |
|           | 1965       | Primera A                            | General Santander, Cúcuta  | Cúcuta Deportivo | 0 : 0                | Atlético Bucaramanga |
|           | 1965       | Primera A                            | Alfonso López, Bucaramanga | Atlético Bucaramanga | 1 : 0                | Cúcuta Deportivo     |
|           | 1966       | Primera A                            | Alfonso López, Bucaramanga | Atlético Bucaramanga | 1 : 1                | Cúcuta Deportivo     |
|           | 1966       | Primera A                            | General Santander, Cúcuta  | Cúcuta Deportivo | 1 : 0                | Atlético Bucaramanga |
|           | 1966       | Primera A                            | Alfonso López, Bucaramanga | Atlético Bucaramanga | 4 : 0                | Cúcuta Deportivo     |
|           | 1966       | Primera A                            | General Santander, Cúcuta  | Cúcuta Deportivo | 3 : 2                | Atlético Bucaramanga |
| 1967      | Primera A  | Cúcuta Deportivo                     | General Santander, Cúcuta  | 2 : 0 | Atlético Bucaramanga |                      |
| 1967      |            | Primera A                            | Alfonso López, Bucaramanga | Atlético Bucaramanga | 1 : 0                | Cúcuta Deportivo     |
| 1967      |            | Primera A                            | General Santander, Cúcuta  | Cúcuta Deportivo | 2 : 2                | Atlético Bucaramanga |
| 1967      |            | Primera A                            | Alfonso López, Bucaramanga | Atlético Bucaramanga | 2 : 1                | Cúcuta Deportivo     |
| 1968      | Primera A  | Atlético Bucaramanga                 | Alfonso López, Bucaramanga | 2 : 0 | Cúcuta Deportivo     |                      |
| 1968      | Primera A  | General Santander, Cúcuta            | Cúcuta Deportivo           | 2 : 3 | Atlético Bucaramanga |                      |
| 1968      |            | Primera A                            | Alfonso López, Bucaramanga | Atlético Bucaramanga | 1 : 1                | Cúcuta Deportivo     |
| 1968      |            | Primera A                            | General Santander, Cúcuta  | Cúcuta Deportivo | 4 : 0                | Atlético Bucaramanga |
|           | 1969       | Primera A                            | Alfonso López, Bucaramanga | Atlético Bucaramanga | 2 : 0                | Cúcuta Deportivo     |
|           | 1969       | Primera A                            | General Santander, Cúcuta  | Cúcuta Deportivo | 1 : 0                | Atlético Bucaramanga |
| Primera A | 1969       | Cúcuta Deportivo                     | General Santander, Cúcuta  | 2 : 0 | Atlético Bucaramanga |                      |
| Primera A | 1969       | Daniel Villa Zapata, Barrancabermeja | Atlético Bucaramanga       | 1 : 2 | Cúcuta Deportivo     |                      |

| \| Equipo \| PJ \| PG \| PE \| PP \| GF \| GC \| Dif. \| \| -------------------- \| -- \| -- \| -- \| -- \| -- \| -- \| ---- \| \| Atlético Bucaramanga \| 40 \| 15 \| 12 \| 13 \| 58 \| 50 \| 8 \| \| Cúcuta Deportivo \| 40 \| 13 \| 12 \| 15 \| 50 \| 58 \| -8 \| |    |    |    |    |    |    |      |
| Equipo | PJ | PG | PE | PP | GF | GC | Dif. |
| Atlético Bucaramanga | 40 | 15 | 12 | 13 | 58 | 50 | 8    |
| Cúcuta Deportivo | 40 | 13 | 12 | 15 | 50 | 58 | -8   |

| Equipo               | PJ | PG | PE | PP | GF | GC | Dif. |
| -------------------- | -- | -- | -- | -- | -- | -- | ---- |
| Atlético Bucaramanga | 40 | 15 | 12 | 13 | 58 | 50 | 8    |
| Cúcuta Deportivo     | 40 | 13 | 12 | 15 | 50 | 58 | -8   |

### Resultados 1970-1979
| | Campeonato | Competición                | Estadio                              | Local                |                      | Visitante            |
| --- | ---------- | -------------------------- | ------------------------------------ | -------------------- | -------------------- | -------------------- |
| | 1970       | Primera A                  | Daniel Villa Zapata, Barrancabermeja | Atlético Bucaramanga | 2 : 1                | Cúcuta Deportivo     |
| | 1970       | Primera A                  | General Santander, Cúcuta            | Cúcuta Deportivo     | 2 : 0                | Atlético Bucaramanga |
| Primera A | 1970       | Cúcuta Deportivo           | General Santander, Cúcuta            | 4 : 2                | Atlético Bucaramanga |                      |
| | 1970       | Primera A                  | Alfonso López, Bucaramanga           | Atlético Bucaramanga | 2 : 2                | Cúcuta Deportivo     |
| Atlético Bucaramanga no disputó el torneo 1971 por un problema financiero que lo llevó a vender su ficha por una temporada al Real Cartagena.      |            |                            |                                      |                      |                      |                      |
| | 1972       | Primera A                  | General Santander, Cúcuta            | Cúcuta Deportivo     | 1 : 0                | Atlético Bucaramanga |
| | 1972       | Primera A                  | Alfonso López, Bucaramanga           | Atlético Bucaramanga | 2 : 1                | Cúcuta Deportivo     |
| | 1972       | Primera A                  | General Santander, Cúcuta            | Cúcuta Deportivo     | 3 : 1                | Atlético Bucaramanga |
| | 1972       | Primera A                  | Alfonso López, Bucaramanga           | Atlético Bucaramanga | 1 : 1                | Cúcuta Deportivo     |
| | 1973       | Primera A                  | Alfonso López, Bucaramanga           | Atlético Bucaramanga | 0 : 1                | Cúcuta Deportivo     |
| Primera A | 1973       | General Santander, Cúcuta  | Cúcuta Deportivo                     | 8 : 1                | Atlético Bucaramanga |                      |
| Cúcuta Deportivo no se hizo partícipe del torneo Finalización del Campeonato colombiano 1973, por lo que solo hubo dos clásicos en tal campeonato. |            |                            |                                      |                      |                      |                      |
| | 1974       | Primera A                  | General Santander, Cúcuta            | Cúcuta Deportivo     | 1 : 0                | Atlético Bucaramanga |
| | 1974       | Primera A                  | Alfonso López, Bucaramanga           | Atlético Bucaramanga | 1 : 0                | Cúcuta Deportivo     |
| | 1974       | Primera A                  | General Santander, Cúcuta            | Cúcuta Deportivo     | 5 : 2                | Atlético Bucaramanga |
| | 1974       | Primera A                  | Alfonso López, Bucaramanga           | Atlético Bucaramanga | 1 : 1                | Cúcuta Deportivo     |
| 1975 | Primera A  | Atlético Bucaramanga       | Alfonso López, Bucaramanga           | 0 : 0                | Cúcuta Deportivo     |                      |
| 1975 |            | Primera A                  | General Santander, Cúcuta            | Cúcuta Deportivo     | 1 : 0                | Atlético Bucaramanga |
| 1975 |            | Primera A                  | General Santander, Cúcuta            | Cúcuta Deportivo     | 0 : 1                | Atlético Bucaramanga |
| 1975 |            | Primera A                  | Alfonso López, Bucaramanga           | Atlético Bucaramanga | 0 : 0                | Cúcuta Deportivo     |
| | 1976       | Primera A                  | Alfonso López, Bucaramanga           | Atlético Bucaramanga | 1 : 0                | Cúcuta Deportivo     |
| | 1976       | Primera A                  | General Santander, Cúcuta            | Cúcuta Deportivo     | 1 : 1                | Atlético Bucaramanga |
| Primera A | 1976       | Cúcuta Deportivo           | General Santander, Cúcuta            | 0 : 0                | Atlético Bucaramanga |                      |
| | 1976       | Primera A                  | General Santander, Cúcuta            | Cúcuta Deportivo     | 2 : 0                | Atlético Bucaramanga |
| | 1976       | Primera A                  | Alfonso López, Bucaramanga           | Atlético Bucaramanga | 2 : 0                | Cúcuta Deportivo     |
| 1977 | Primera A  | Atlético Bucaramanga       | Alfonso López, Bucaramanga           | 4 : 1                | Cúcuta Deportivo     |                      |
| 1977 |            | Primera A                  | General Santander, Cúcuta            | Cúcuta Deportivo     | 2 : 2                | Atlético Bucaramanga |
| 1977 | Primera A  | Alfonso López, Bucaramanga | Atlético Bucaramanga                 | 3 : 3                | Cúcuta Deportivo     |                      |
| 1977 | Primera A  | General Santander, Cúcuta  | Cúcuta Deportivo                     | 0 : 0                | Atlético Bucaramanga |                      |
| 1978 | Primera A  | Alfonso López, Bucaramanga | Atlético Bucaramanga                 | 0 : 0                | Cúcuta Deportivo     |                      |
| 1978 |            | Primera A                  | General Santander, Cúcuta            | Cúcuta Deportivo     | 0 : 1                | Atlético Bucaramanga |
| 1978 |            | Primera A                  | General Santander, Cúcuta            | Cúcuta Deportivo     | 3 : 0                | Atlético Bucaramanga |
| 1978 |            | Primera A                  | Alfonso López, Bucaramanga           | Atlético Bucaramanga | 1 : 1                | Cúcuta Deportivo     |
| 1979 | Primera A  | Atlético Bucaramanga       | Alfonso López, Bucaramanga           | 1 : 1                | Cúcuta Deportivo     |                      |
| 1979 |            | Primera A                  | General Santander, Cúcuta            | Cúcuta Deportivo     | 2 : 1                | Atlético Bucaramanga |
| 1979 |            | Primera A                  | Alfonso López, Bucaramanga           | Atlético Bucaramanga | 2 : 0                | Cúcuta Deportivo     |
| 1979 | Primera A  | General Santander, Cúcuta  | Cúcuta Deportivo                     | 1 : 2                | Atlético Bucaramanga |                      |

| \| Equipo \| PJ \| PG \| PE \| PP \| GF \| GC \| Dif. \| \| -------------------- \| -- \| -- \| -- \| -- \| -- \| -- \| ---- \| \| Atlético Bucaramanga \| 35 \| 10 \| 13 \| 12 \| 39 \| 48 \| -9 \| \| Cúcuta Deportivo \| 35 \| 12 \| 13 \| 10 \| 48 \| 39 \| 9 \| |    |    |    |    |    |    |      |
| Equipo | PJ | PG | PE | PP | GF | GC | Dif. |
| Atlético Bucaramanga | 35 | 10 | 13 | 12 | 39 | 48 | -9   |
| Cúcuta Deportivo | 35 | 12 | 13 | 10 | 48 | 39 | 9    |

| Equipo               | PJ | PG | PE | PP | GF | GC | Dif. |
| -------------------- | -- | -- | -- | -- | -- | -- | ---- |
| Atlético Bucaramanga | 35 | 10 | 13 | 12 | 39 | 48 | -9   |
| Cúcuta Deportivo     | 35 | 12 | 13 | 10 | 48 | 39 | 9    |

### Resultados 1980-1989
|           | Campeonato | Competición                | Estadio                    | Local                | Resultado            | Visitante            |
| --------- | ---------- | -------------------------- | -------------------------- | -------------------- | -------------------- | -------------------- |
|           | 1980       | Primera A                  | General Santander, Cúcuta  | Cúcuta Deportivo     | 2 : 0                | Atlético Bucaramanga |
| Primera A | 1980       | Alfonso López, Bucaramanga | Atlético Bucaramanga       | 1 : 2                | Cúcuta Deportivo     |                      |
| Primera A | 1980       | General Santander, Cúcuta  | Cúcuta Deportivo           | 2 : 0                | Atlético Bucaramanga |                      |
| Primera A | 1980       | Alfonso López, Bucaramanga | Atlético Bucaramanga       | 3 : 4                | Cúcuta Deportivo     |                      |
|           | 1981       | Primera A                  | General Santander, Cúcuta  | Cúcuta Deportivo     | 0 : 0                | Atlético Bucaramanga |
|           | 1981       | Primera A                  | General Santander, Cúcuta  | Cúcuta Deportivo     | 1 : 2                | Atlético Bucaramanga |
|           | 1981       | Primera A                  | Alfonso López, Bucaramanga | Atlético Bucaramanga | 1 : 2                | Cúcuta Deportivo     |
| Primera A | 1981       | Atlético Bucaramanga       | Alfonso López, Bucaramanga | 1 : 2                | Cúcuta Deportivo     |                      |
| 1982      | Primera A  | Atlético Bucaramanga       | Alfonso López, Bucaramanga | 0 : 1                | Cúcuta Deportivo     |                      |
| 1982      | Primera A  | General Santander, Cúcuta  | Cúcuta Deportivo           | 3 : 1                | Atlético Bucaramanga |                      |
| 1982      |            | Primera A                  | Alfonso López, Bucaramanga | Atlético Bucaramanga | 2 : 2                | Cúcuta Deportivo     |
| 1982      |            | Primera A                  | General Santander, Cúcuta  | Cúcuta Deportivo     | 3 : 1                | Atlético Bucaramanga |
|           | 1983       | Primera A                  | General Santander, Cúcuta  | Cúcuta Deportivo     | 1 : 1                | Atlético Bucaramanga |
| Primera A | 1983       | Alfonso López, Bucaramanga | Atlético Bucaramanga       | 1 : 1                | Cúcuta Deportivo     |                      |
|           | 1983       | Alfonso López, Bucaramanga | Primera A                  | Atlético Bucaramanga | 4 : 1                | Cúcuta Deportivo     |
|           | 1983       | Primera A                  | General Santander, Cúcuta  | Cúcuta Deportivo     | 2 : 0                | Atlético Bucaramanga |
|           | 1984       | Primera A                  | General Santander, Cúcuta  | Cúcuta Deportivo     | 3 : 4                | Atlético Bucaramanga |
| Primera A | 1984       | Alfonso López, Bucaramanga | Atlético Bucaramanga       | 5 : 1                | Cúcuta Deportivo     |                      |
| Primera A | 1984       | Alfonso López, Bucaramanga | Atlético Bucaramanga       | 2 : 1                | Cúcuta Deportivo     |                      |
| Primera A | 1984       | Hermides Padilla, Ocaña    | Cúcuta Deportivo           | 0 : 2                | Atlético Bucaramanga |                      |
| 1985      | Primera A  | Alfonso López, Bucaramanga | Atlético Bucaramanga       | 3 : 2                | Cúcuta Deportivo     |                      |
| 1985      | Primera A  | Hermides Padilla, Ocaña    | Cúcuta Deportivo           | 0 : 4                | Atlético Bucaramanga |                      |
| 1985      | Primera A  | Alfonso López, Bucaramanga | Atlético Bucaramanga       | 2 : 1                | Cúcuta Deportivo     |                      |
| 1985      |            | Primera A                  | General Santander, Cúcuta  | Cúcuta Deportivo     | 3 : 3                | Atlético Bucaramanga |
| 1986      | Primera A  | Alfonso López, Bucaramanga | Atlético Bucaramanga       | 1 : 1                | Cúcuta Deportivo     |                      |
| 1986      |            | Primera A                  | General Santander, Cúcuta  | Cúcuta Deportivo     | 2 : 1                | Atlético Bucaramanga |
| 1986      |            | Primera A                  | General Santander, Cúcuta  | Cúcuta Deportivo     | 1 : 1                | Atlético Bucaramanga |
| 1986      | Primera A  | Alfonso López, Bucaramanga | Atlético Bucaramanga       | 1 : 1                | Cúcuta Deportivo     |                      |
|           | 1987       | Primera A                  | General Santander, Cúcuta  | Cúcuta Deportivo     | 1 : 2                | Atlético Bucaramanga |
|           | 1987       | Primera A                  | Alfonso López, Bucaramanga | Atlético Bucaramanga | 0 : 0                | Cúcuta Deportivo     |
| Primera A | 1987       | General Santander, Cúcuta  | Cúcuta Deportivo           | 0 : 0                | Atlético Bucaramanga |                      |
|           | 1987       | Primera A                  | Alfonso López, Bucaramanga | Atlético Bucaramanga | 1 : 0                | Cúcuta Deportivo     |
|           | 1988       | Primera A                  | General Santander, Cúcuta  | Cúcuta Deportivo     | 0 : 0                | Atlético Bucaramanga |
|           | 1988       | Primera A                  | Alfonso López, Bucaramanga | Atlético Bucaramanga | 1 : 2                | Cúcuta Deportivo     |
| Primera A | 1988       | Atlético Bucaramanga       | Alfonso López, Bucaramanga | 1 : 3                | Cúcuta Deportivo     |                      |
| Primera A | 1988       | General Santander, Cúcuta  | Cúcuta Deportivo           | 2 : 0                | Atlético Bucaramanga |                      |
|           | 1989       | General Santander, Cúcuta  | Primera A                  | Cúcuta Deportivo     | 0 : 0                | Atlético Bucaramanga |
|           | 1989       | Primera A                  | Alfonso López, Bucaramanga | Atlético Bucaramanga | 2 : 1                | Cúcuta Deportivo     |
|           | 1989       | Primera A                  | Hermides Padilla, Ocaña    | Cúcuta Deportivo     | 1 : 0                | Atlético Bucaramanga |
|           | 1989       | Primera A                  | Alfonso López, Bucaramanga | Atlético Bucaramanga | 1 : 1                | Cúcuta Deportivo     |

| \| Equipo \| PJ \| PG \| PE \| PP \| GF \| GC \| Dif. \| \| -------------------- \| -- \| -- \| -- \| -- \| -- \| -- \| ---- \| \| Atlético Bucaramanga \| 40 \| 12 \| 13 \| 15 \| 55 \| 56 \| -1 \| \| Cúcuta Deportivo \| 40 \| 15 \| 13 \| 12 \| 56 \| 55 \| 1 \| |    |    |    |    |    |    |      |
| Equipo | PJ | PG | PE | PP | GF | GC | Dif. |
| Atlético Bucaramanga | 40 | 12 | 13 | 15 | 55 | 56 | -1   |
| Cúcuta Deportivo | 40 | 15 | 13 | 12 | 56 | 55 | 1    |

| Equipo               | PJ | PG | PE | PP | GF | GC | Dif. |
| -------------------- | -- | -- | -- | -- | -- | -- | ---- |
| Atlético Bucaramanga | 40 | 12 | 13 | 15 | 55 | 56 | -1   |
| Cúcuta Deportivo     | 40 | 15 | 13 | 12 | 56 | 55 | 1    |

### Resultados 1990-1999
| | Edición   | Competición                          | Estadio                    | Local                | Resultado            | Visitante            |
| --- | --------- | ------------------------------------ | -------------------------- | -------------------- | -------------------- | -------------------- |
| | 1990      | Primera A                            | Alfonso López, Bucaramanga | Atlético Bucaramanga | 0 : 0                | Cúcuta Deportivo     |
| | 1990      | Primera A                            | General Santander, Cúcuta  | Cúcuta Deportivo     | 0 : 1                | Atlético Bucaramanga |
| | 1990      | Primera A                            | Milagro, Cúcuta            | Cúcuta Deportivo     | 1 : 0                | Atlético Bucaramanga |
| | 1990      | Primera A                            | Alfonso López, Bucaramanga | Atlético Bucaramanga | 2 : 0                | Cúcuta Deportivo     |
| 1991 | Primera A | Atlético Bucaramanga                 | Alfonso López, Bucaramanga | 3 : 0                | Cúcuta Deportivo     |                      |
| 1991 | Primera A | Daniel Villa Zapata, Barrancabermeja | Cúcuta Deportivo           | 0 : 4                | Atlético Bucaramanga |                      |
| 1991 |           | Primera A                            | General Santander, Cúcuta  | Cúcuta Deportivo     | 1 : 1                | Atlético Bucaramanga |
| 1991 | Primera A | Alfonso López, Bucaramanga           | Atlético Bucaramanga       | 0 : 0                | Cúcuta Deportivo     |                      |
| 1992 | Primera A | General Santander, Cúcuta            | Cúcuta Deportivo           | 1 : 1                | Atlético Bucaramanga |                      |
| 1992 |           | Primera A                            | Alfonso López, Bucaramanga | Atlético Bucaramanga | 1 : 0                | Cúcuta Deportivo     |
| 1992 |           | Primera A                            | Alfonso López, Bucaramanga | Atlético Bucaramanga | 1 : 1                | Cúcuta Deportivo     |
| 1992 |           | Primera A                            | General Santander, Cúcuta  | Cúcuta Deportivo     | 0 : 1                | Atlético Bucaramanga |
| 1993 | Primera A | Alfonso López, Bucaramanga           | Atlético Bucaramanga       | 2 : 1                | Cúcuta Deportivo     |                      |
| 1993 |           | Primera A                            | General Santander, Cúcuta  | Cúcuta Deportivo     | 1 : 1                | Atlético Bucaramanga |
| 1993 |           | Primera A                            | General Santander, Cúcuta  | Cúcuta Deportivo     | 3 : 1                | Atlético Bucaramanga |
| 1993 |           | Primera A                            | Alfonso López, Bucaramanga | Atlético Bucaramanga | 3 : 3                | Cúcuta Deportivo     |
| | 1994      | Primera A                            | Alfonso López, Bucaramanga | Atlético Bucaramanga | 1 : 2                | Cúcuta Deportivo     |
| | 1994      | Primera A                            | General Santander, Cúcuta  | Cúcuta Deportivo     | 4 : 4                | Atlético Bucaramanga |
| Primera A | 1994      | Cúcuta Deportivo                     | General Santander, Cúcuta  | 1 : 1                | Atlético Bucaramanga |                      |
| | 1994      | Primera A                            | La Libertad, Rionegro      | Atlético Bucaramanga | 0 : 1                | Cúcuta Deportivo     |
| En el Campeonato colombiano 1995 no hubo clásico ya que, en la edición 1994, Atlético Bucaramanga descendió y jugó la Primera B 1995.          |           |                                      |                            |                      |                      |                      |
| En el Campeonato colombiano 1995-96 no se jugó clásico puesto que Cúcuta Deportivo descendió en 1995 y tuvo que disputar la Primera B 1995-96. |           |                                      |                            |                      |                      |                      |
| | 1996/97   | Primera A                            | Alfonso López, Bucaramanga | Atlético Bucaramanga | 3 : 1                | Cúcuta Deportivo     |
| Primera A | 1996/97   | General Santander, Cúcuta            | Cúcuta Deportivo           | 1 : 2                | Atlético Bucaramanga |                      |

| \| Equipo \| PJ \| PG \| PE \| PP \| GF \| GC \| Dif. \| \| -------------------- \| -- \| -- \| -- \| -- \| -- \| -- \| ---- \| \| Atlético Bucaramanga \| 22 \| 9 \| 9 \| 4 \| 33 \| 22 \| 11 \| \| Cúcuta Deportivo \| 22 \| 4 \| 9 \| 9 \| 22 \| 33 \| -11 \| |    |    |    |    |    |    |      |
| Equipo | PJ | PG | PE | PP | GF | GC | Dif. |
| Atlético Bucaramanga | 22 | 9  | 9  | 4  | 33 | 22 | 11   |
| Cúcuta Deportivo | 22 | 4  | 9  | 9  | 22 | 33 | -11  |

| Equipo               | PJ | PG | PE | PP | GF | GC | Dif. |
| -------------------- | -- | -- | -- | -- | -- | -- | ---- |
| Atlético Bucaramanga | 22 | 9  | 9  | 4  | 33 | 22 | 11   |
| Cúcuta Deportivo     | 22 | 4  | 9  | 9  | 22 | 33 | -11  |

### Resultados 2000-2009
|                   | Edición                   | Competición                | Estadio                              | Local                | Resultado            | Visitante            |
| ----------------- | ------------------------- | -------------------------- | ------------------------------------ | -------------------- | -------------------- | -------------------- |
|                   | 2001 (Grupo de promoción) | Primera B                  | Jaime Morón León, Cartagena          | Cúcuta Deportivo     | 0 : 0 (3:5 pen.)     | Atlético Bucaramanga |
| Apertura 2006     | Primera A                 | General Santander, Cúcuta  | Cúcuta Deportivo                     | 1 : 1                | Atlético Bucaramanga |                      |
| Apertura 2006     |                           | Primera A                  | Alfonso López, Bucaramanga           | Atlético Bucaramanga | 2 : 1                | Cúcuta Deportivo     |
|                   | Finalización 2006         | Primera A                  | Daniel Villa Zapata, Barrancabermeja | Atlético Bucaramanga | 0 : 1                | Cúcuta Deportivo     |
| Primera A         | Finalización 2006         | General Santander, Cúcuta  | Cúcuta Deportivo                     | 3 : 2                | Atlético Bucaramanga |                      |
| Apertura 2007     | Primera A                 | Alfonso López, Bucaramanga | Atlético Bucaramanga                 | 1 : 2                | Cúcuta Deportivo     |                      |
| Apertura 2007     | Primera A                 | General Santander, Cúcuta  | Cúcuta Deportivo                     | 2 : 0                | Atlético Bucaramanga |                      |
| Finalización 2007 | Primera A                 | General Santander, Cúcuta  | Cúcuta Deportivo                     | 3 : 1                | Atlético Bucaramanga |                      |
| Finalización 2007 | Primera A                 | Alfonso López, Bucaramanga | Atlético Bucaramanga                 | 1 : 2                | Cúcuta Deportivo     |                      |
|                   | Apertura 2008             | Primera A                  | General Santander, Cúcuta            | Cúcuta Deportivo     | 0 : 1                | Atlético Bucaramanga |
|                   | Apertura 2008             | Primera A                  | Alfonso López, Bucaramanga           | Atlético Bucaramanga | 1 : 1                | Cúcuta Deportivo     |
|                   | 2008                      | Copa Colombia              | General Santander, Cúcuta            | Cúcuta Deportivo     | 0 : 2                | Atlético Bucaramanga |
| Finalización 2008 | Primera A                 | Alfonso López, Bucaramanga | Atlético Bucaramanga                 | 1 : 0                | Cúcuta Deportivo     |                      |
|                   | 2008                      | Alfonso López, Bucaramanga | Copa Colombia                        | Atlético Bucaramanga | 0 : 1                | Cúcuta Deportivo     |
|                   | Finalización 2008         | Primera A                  | General Santander, Cúcuta            | Cúcuta Deportivo     | 0 : 0                | Atlético Bucaramanga |
|                   | 2009                      | Copa Colombia              | General Santander, Cúcuta            | Cúcuta Deportivo     | 3 : 0                | Atlético Bucaramanga |
|                   | 2009                      | Copa Colombia              | Alfonso López, Bucaramanga           | Atlético Bucaramanga | 2 : 2                | Cúcuta Deportivo     |

| \| Equipo \| PJ \| PG \| PE \| PP \| GF \| GC \| Dif. \| \| -------------------- \| -- \| -- \| -- \| -- \| -- \| -- \| ---- \| \| Atlético Bucaramanga \| 17 \| 4 \| 5 \| 8 \| 15 \| 22 \| -7 \| \| Cúcuta Deportivo \| 17 \| 8 \| 5 \| 4 \| 22 \| 15 \| 7 \| |    |    |    |    |    |    |      |
| Equipo | PJ | PG | PE | PP | GF | GC | Dif. |
| Atlético Bucaramanga | 17 | 4  | 5  | 8  | 15 | 22 | -7   |
| Cúcuta Deportivo | 17 | 8  | 5  | 4  | 22 | 15 | 7    |

| Equipo               | PJ | PG | PE | PP | GF | GC | Dif. |
| -------------------- | -- | -- | -- | -- | -- | -- | ---- |
| Atlético Bucaramanga | 17 | 4  | 5  | 8  | 15 | 22 | -7   |
| Cúcuta Deportivo     | 17 | 8  | 5  | 4  | 22 | 15 | 7    |

### Resultados 2010-presente
- Actualizado el 7 de septiembre de 2019

|                              | Edición                     | Competición                        | Estadio                    | Local                | Resultado            | Visitante            |
| ---------------------------- | --------------------------- | ---------------------------------- | -------------------------- | -------------------- | -------------------- | -------------------- |
|                              | 2010                        | Copa Colombia                      | Hermides Padilla, Ocaña    | Cúcuta Deportivo     | 2 : 1                | Atlético Bucaramanga |
|                              | 2010                        | Copa Colombia                      | Alfonso López, Bucaramanga | Atlético Bucaramanga | 2 : 1                | Cúcuta Deportivo     |
|                              | 2011                        | Copa Colombia                      | General Santander, Cúcuta  | Cúcuta Deportivo     | 1 : 1                | Atlético Bucaramanga |
|                              | 2011                        | Copa Colombia                      | Alfonso López, Bucaramanga | Atlético Bucaramanga | 2 : 0                | Cúcuta Deportivo     |
|                              | 2012                        | Copa Colombia                      | General Santander, Cúcuta  | Cúcuta Deportivo     | 2 : 0                | Atlético Bucaramanga |
|                              | 2012                        | Copa Colombia                      | Alfonso López, Bucaramanga | Atlético Bucaramanga | 1 : 1                | Cúcuta Deportivo     |
|                              | 2013                        | Copa Colombia                      | General Santander, Cúcuta  | Cúcuta Deportivo     | 2 : 1                | Atlético Bucaramanga |
|                              | 2013                        | Copa Colombia                      | Alfonso López, Bucaramanga | Atlético Bucaramanga | 3 : 1                | Cúcuta Deportivo     |
|                              | 2014-I (Todos contra todos) | Primera B                          | Alfonso López, Bucaramanga | Atlético Bucaramanga | 0 : 1                | Cúcuta Deportivo     |
| 2014                         | Copa Colombia               | Atlético Bucaramanga               | Alfonso López, Bucaramanga | 0 : 2                | Cúcuta Deportivo     |                      |
| 2014                         | Copa Colombia               |                                    | General Santander, Cúcuta  | Cúcuta Deportivo     | 0 : 0                | Atlético Bucaramanga |
| 2014-II (Todos contra todos) | Primera B                   | Cúcuta Deportivo                   | General Santander, Cúcuta  | 0 : 0                | Atlético Bucaramanga |                      |
|                              | Primera B                   | 2014-II (Cuadrangulares — Grupo A) | General Santander, Cúcuta  | Cúcuta Deportivo     | 1 : 0                | Atlético Bucaramanga |
| Alfonso López, Bucaramanga   | Primera B                   | 2014-II (Cuadrangulares — Grupo A) | Atlético Bucaramanga       | 1 : 2                | Cúcuta Deportivo     |                      |
| 2015                         | Torneo especial             | Metrop. de Techo, Bogotá           | Atlético Bucaramanga       | 0 : 2                | Cúcuta Deportivo     |                      |
|                              | 2015                        | Copa Colombia                      | General Santander, Cúcuta  | Cúcuta Deportivo     | 1 : 2                | Atlético Bucaramanga |
| Alfonso López, Bucaramanga   | 2015                        | Copa Colombia                      | Atlético Bucaramanga       | 2 : 0                | Cúcuta Deportivo     |                      |
| Alfonso López, Bucaramanga   |                             | Copa Colombia                      | 2016                       | Atlético Bucaramanga | 0 : 1                | Cúcuta Deportivo     |
|                              | General Santander, Cúcuta   | Copa Colombia                      | 2016                       | Cúcuta Deportivo     | 1 : 1                | Atlético Bucaramanga |
|                              | 2019-I                      | Primera A                          | General Santander, Cúcuta  | Cúcuta Deportivo     | 3 : 2                | Atlético Bucaramanga |
|                              | 2019-I                      | Primera A                          | Alfonso López, Bucaramanga | Atlético Bucaramanga | 1 : 0                | Cúcuta Deportivo     |
|                              | 2019-II                     | Primera A                          | Alfonso López, Bucaramanga | Atlético Bucaramanga | 2 : 0                | Cúcuta Deportivo     |
|                              | 2019-II                     | Primera A                          | General Santander, Cúcuta  | Cúcuta Deportivo     | 2 : 0                | Atlético Bucaramanga |
|                              | 2020                        | Primera A                          | General Santander, Cúcuta  | Cúcuta Deportivo     | 0 : 1                | Atlético Bucaramanga |
|                              | 2020                        | Primera A                          | Alfonso López, Bucaramanga | Atlético Bucaramanga | 1 : 0                | Cúcuta Deportivo     |

| \| Equipo \| PJ \| PG \| PE \| PP \| GF \| GC \| Dif. \| \| -------------------- \| -- \| -- \| -- \| -- \| -- \| -- \| ---- \| \| Atlético Bucaramanga \| 22 \| 6 \| 5 \| 11 \| 20 \| 26 \| -6 \| \| Cúcuta Deportivo \| 22 \| 11 \| 5 \| 6 \| 26 \| 20 \| 6 \| |    |    |    |    |    |    |      |
| Equipo | PJ | PG | PE | PP | GF | GC | Dif. |
| Atlético Bucaramanga | 22 | 6  | 5  | 11 | 20 | 26 | -6   |
| Cúcuta Deportivo | 22 | 11 | 5  | 6  | 26 | 20 | 6    |

| Equipo               | PJ | PG | PE | PP | GF | GC | Dif. |
| -------------------- | -- | -- | -- | -- | -- | -- | ---- |
| Atlético Bucaramanga | 22 | 6  | 5  | 11 | 20 | 26 | -6   |
| Cúcuta Deportivo     | 22 | 11 | 5  | 6  | 26 | 20 | 6    |

### Resumen enfrentamientos oficiales
- Actualizado el 26 de octubre de 2020

| Competición                      | PJ  | PG AB | E  | PG CD | GolAB | GolCD |
| -------------------------------- | --- | ----- | -- | ----- | ----- | ----- |
| Primera A                        | 187 | 60    | 63 | 64    | 228   | 239   |
| Primera B                        | 4   | 1     | 1  | 2     | 1     | 4     |
| Torneos especiales (2001 y 2015) | 2   | 0     | 1  | 1     | 0     | 2     |
| Copa Colombia                    | 19  | 7     | 4  | 8     | 20    | 20    |
| Totales                          | 212 | 68    | 69 | 75    | 249   | 265   |

| PJ: partidos jugados                 |
| PG AB: ganador Atlético Bucaramanga  |
| E: empate                            |
| PG CD: ganador Cúcuta Deportivo      |
| GolAB: goles de Atlético Bucaramanga |
| GolCD: goles de Cúcuta Deportivo     |

## Goleadores del Clásico del Oriente
| Jugador                 | Equipo                                | Goles |
| ----------------------- | ------------------------------------- | ----- |
| José Omar Verdún        | Cúcuta Deportivo                      | 18    |
| José Américo Montanini  | Atlético Bucaramanga                  | 13    |
| Miguel Oswaldo González | Atlético Bucaramanga                  | 11    |
| Juan Esteban Ortega     | Atlético Bucaramanga Cúcuta Deportivo | 9     |
| José Giarrizo           | Atlético Bucaramanga                  | 8     |
| Luis Alberto Miloc      | Cúcuta Deportivo                      | 8     |
| Bibiano Zapirain        | Cúcuta Deportivo                      | 8     |
| Eduardo Vilarete        | Atlético Bucaramanga                  | 7     |
| Lácides Otero           | Atlético Bucaramanga                  | 7     |
| Jesús Barrios           | Atlético Bucaramanga                  | 6     |
| Jorge Ernesto Ramoa     | Atlético Bucaramanga                  | 6     |
| Misael Florez           | Atlético Bucaramanga Cúcuta Deportivo | 5     |
| Manuel Rosendo Magán    | Cúcuta Deportivo                      | 5     |
| Diego Aroldo Cabrera    | Cúcuta Deportivo                      | 5     |
| Alfredo Ferrer          | Atlético Bucaramanga                  | 5     |
| Nelson Silva Pacheco    | Cúcuta Deportivo                      | 5     |
| Walter Sossa            | Cúcuta Deportivo Atlético Bucaramanga | 5     |
| John Freddy Pérez       | Atlético Bucaramanga                  | 4     |

## Palmarés
A continuación se listan la cantidad de Torneos oficiales de ambos equipos:
| Torneo                                                                        | Títulos del Atlético Bucaramanga | Títulos del Cúcuta Deportivo |
| ----------------------------------------------------------------------------- | -------------------------------- | ---------------------------- |
| Categoría Primera A (1948-2024)                                               | 1                                | 1                            |
| Categoría Primera B                                                           | 2                                | 3                            |
| Copa Colombia                                                                 | 0                                | 0                            |
| Torneos internacionales de la Conmebol-FIFA o de federaciones (1939-Presente) | 0                                | 0                            |
| Totales de títulos oficiales                                                  | 3                                | 4                            |